# Lovrenc na Pohorju
Lovrenc na Pohorju (in tedesco Sankt Lorenzen am Bachern) è un comune di 3 159 abitanti della Slovenia settentrionale.